# Prestonia falcatosepala
Prestonia falcatosepala är en oleanderväxtart som beskrevs av J.F.Morales. Prestonia falcatosepala ingår i släktet Prestonia och familjen oleanderväxter. Inga underarter finns listade i Catalogue of Life.